# Lake George
För andra betydelser, se Lake George (olika betydelser).
Lake George (engelska: Lake George; franska: lac George, men det ursprungliga franska namnet var Lac du Saint-Sacrement) är en insjö i Saint Lawrenceflodens avrinningsområde, nära gränsen mellan USA och Kanada. Den avvattnas genom Champlainsjön.

## Läge och storlek
Lake George ligger i delstaten New York. Den har en långsmal, huvudsakligen sydvästligt-nordostlig utsträckning, med en största längd på 52 km och en största bredd på 5 km. Arean är 110 km².

## Historia

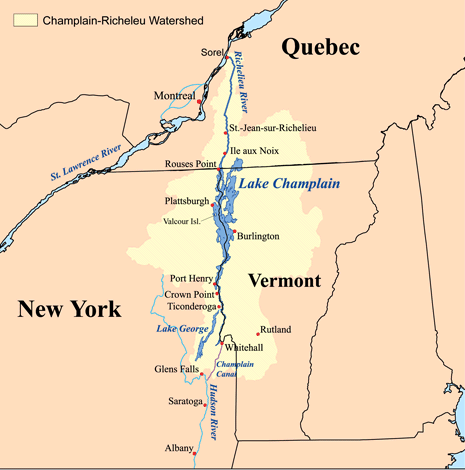
Karta över Champlainsjöns och Richelieuflodens avrinningsområde med Lake George.

Sjön har haft historisk betydelse som en förbindelseled mellan Montréalregionen och Hudsonflodens dalgång. Den har varit av militär betydelse under fransk-indianska kriget och det amerikanska frihetskriget, då leden användes för att invadera Kanada: under det förra kriget av Storbritannien och de Tretton kolonierna, under det senare av Förenta Staterna.

## Turism

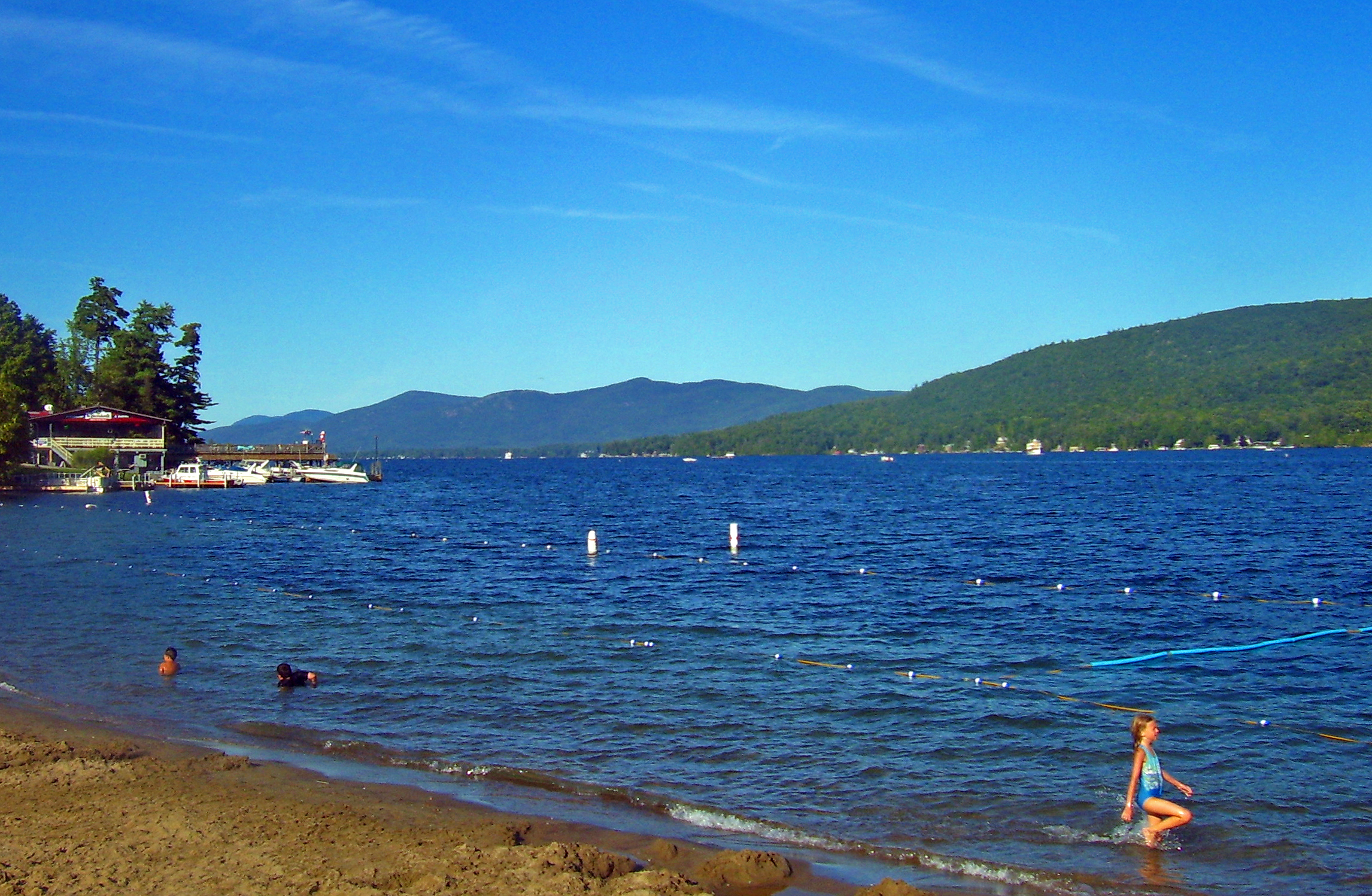
Lake George; vy från den kommunala badstranden i Lake George.

Lake George är en viktig turistdestination i Adirondacksområdet. Municipalsamhället Lake George, vid sjöns södra ände, har en ekonomi som är beroende av turismen, precis som andra småsamhällen vid sjön.